# Attentati attribuiti allo Stato Islamico
Questa lista è suscettibile di variazioni e potrebbe essere incompleta o non aggiornata.

Attentati terroristici commessi dall'ISIS.

Di seguito un elenco dei principali attacchi terroristici compiuti dall'ISIS nel mondo.

## Attentati rivendicati e attribuiti allo Stato Islamico

### 2015
- 7 gennaio 2015, Parigi, Francia: un uomo uccide una poliziotta in centro e quattro persone in un supermercato ebraico Kosher, sincronizzando i suoi attacchi con l'attentato alla sede di Charlie Hebdo. Mentre quest'ultimo viene rivendicato da Al-Qāʿida nella Penisola Arabica, gli altri attacchi sono attribuiti allo Stato Islamico;
- 17 gennaio 2015, Tripoli, Libia: bombe contro l’ambasciata algerina in Libia, ferite tre guardie della sicurezza[2];
- 27 gennaio 2015, Tripoli, Libia: un commando di almeno cinque uomini armati fa irruzione in un hotel dopo aver fatto detonare un'autobomba, uccidendo 10 persone tra ospiti e personale della sicurezza. La branca locale dello Stato Islamico rivendica l'attentato;
- 16 marzo 2015, Tripoli, Libia: attentato dinamitardo contro un posto di blocco della polizia, 1 morto e 5 feriti[3];
- 20 marzo 2015, Sana'a, Yemen: quattro attentatori suicidi si fanno esplodere in una moschea sciita causando 142 morti e 350 feriti. La branca yemenita dello Stato Islamico rivendica l'attentato[4];
- 18 aprile 2015, Jalalabad, Afghanistan: un attentatore suicida si fa esplodere all'interno di una banca causando 33 morti e circa 100 feriti. La branca locale dello Stato Islamico rivendica l'attentato;
- 19 Aprile 2015, Parigi, Francia. Sid Ahmed Ghlam, algerino studente di informatica, viene arrestato a Parigi con l'accusa di aver ucciso una donna e di preparare un imminente attacco contro una chiesa a Villejuif, nella periferia sud di Parigi. In possesso di armi da guerra, era conosciuto dai servizi di intelligence come islamista radicale. Ammette di aver programmato altre azioni.[5]
- 27 aprile 2015, Zvornik, Bosnia Erzegovina: un uomo è entrato in un commissariato di polizia inneggiando ad Allah e ha sparato uccidendo un agente, prima di essere a sua volta colpito e ucciso da altri poliziotti.[6]
- 22 maggio 2015, Qatif, Arabia Saudita: un attentatore suicida fa esplodere se stesso in una moschea sciita causando 22 morti e più di 100 feriti. Lo Stato Islamico rivendica l'attentato[7];
- 29 maggio 2015, Dammam, Arabia Saudita: un attentatore suicida si fa esplodere in una moschea frequentata da sciiti causando almeno 4 morti. Lo Stato Islamico rivendica l'attentato[8];
- 17 giugno 2015, Sana’a, Yemen: in quattro diversi attacchi con autobomba sono morte tra le 30 e le 50 persone. L’ISIS ha rivendicato.[9]
- 26 giugno 2015, Susa, Tunisia: un attentatore armato di AK-47 spara sui turisti in spiaggia, provocando 38 morti e 39 feriti prima di essere ucciso dalle forze di sicurezza. La branca algerina dello Stato Islamico rivendica l'attentato;
- 26 giugno 2015, Chassieu, Francia: un uomo uccide il suo datore di lavoro e, brandendo bandiere dell'Isis, cerca di far saltare in aria l'impianto di Air Products a Saint-Quentin-Fallavier facendo finire il suo furgone contro le bombole di gas.[5]
- 26 giugno 2015, Al Kuwait, Kuwait: nello stesso giorno dell'attacco sulla spiaggia tunisina, un attentatore suicida si fa esplodere in una moschea sciita; le vittime dell'attacco ammontano a 27 morti e 227 feriti. L'ISIS rivendica l'attentato;
- 30 giugno 2015, Sana’a, Yemen: bomba contro l’abitazione di un leader Houthi durante una veglia funebre, 28 morti[10];
- 11 luglio 2015, Il Cairo, Egitto: una bomba esplode sotto il consolato italiano nella capitale egiziana, causando un morto e quattro feriti. L'ISIS rivendica l'attentato;
- 20 luglio 2015, Suruç, Turchia: un kamikaze si fa esplodere davanti a un centro culturale durante un incontro del Partito Socialista degli Oppressi, una formazione politica marxista-leninista turca: nell'attacco muoiono 33 persone e 104 rimangono ferite. Il giorno seguente l'ISIS rivendica l'attentato;
- 6 agosto 2015, Abha, Arabia Saudita: un attentatore suicida si fa esplodere in una moschea frequentata da membri delle forze di sicurezza saudite, uccidendo 17 persone; l'attentato è rivendicato da un gruppo locale affiliato allo Stato Islamico[11];
- 7 ottobre 2015, Aden, Yemen: due kamikaze si fanno esplodere contro alcune truppe inviate dai paesi del Golfo Arabico in sostegno del governo yemenita contro i ribelli Houthi, 15 morti per lo più soldati provenienti dagli Emirati Arabi Uniti[12];
- 24 ottobre 2015, Dacca, Bangladesh: tre uomini hanno lanciato alcune bombe contro un tempio sciita dove si stava svolgendo una cerimonia religiosa. Una delle bombe è esplosa, uccidendo una persona e ferendone 87. L’attacco è stato rivendicato dall’ISIS[13];
- 26 novembre 2015, Dacca, Bangladesh: assalto armato contro una moschea, viene ucciso il muezzin[14];
- 31 ottobre 2015, penisola del Sinai, Egitto: un aereo passeggeri russo precipita nel deserto del Sinai, uccidendo tutte le 224 persone a bordo; l'ISIS dichiara sua la responsabilità nell'aver piazzato un ordigno che è esploso durante il volo, disintegrando l'aereo;
- 12 novembre 2015, Beirut, Libano: un doppio attentato suicida uccide 43 persone e ne ferisce più di 200 in un quartiere meridionale della città, abitato in prevalenza da sciiti. L'ISIS rivendica l'attacco;
- 13 novembre 2015, Parigi, Francia: una serie di attacchi coordinati in vari punti della città portati a termine da un commando dell'ISIS formato da nove esecutori materiali e da fiancheggiatori uccidono 130 persone e ne feriscono 350. Vengono colpiti da sparatorie a colpi di AK-47 il teatro Bataclan e vari ristoranti e locali nel centro parigino, mentre tre kamikaze si fanno saltare in aria all'esterno dello Stade de France durante l'amichevole di calcio Francia-Germania. Si tratta del peggior attentato mai avvenuto in Francia e il secondo più grave in Europa dopo quelli di Madrid nel 2004;
- 24 novembre 2015, El Arish, Egitto: due attentatori suicidi tentano di penetrare in un albergo della città e, benché uno venga fermato dalle forze di sicurezza, l'altro riesce a farsi esplodere, uccidendo sette persone. La sezione dell'ISIS attiva nella penisola del Sinai rivendica l'attacco nelle ore immediatamente successive;
- 24 novembre 2015, Tunisi, Tunisia: lo stesso giorno dell'attacco in Egitto un attentatore suicida si fa esplodere su un minibus di guardie presidenziali, causando la morte di 13 persone; anche questo attentato viene rivendicato dall'ISIS;
- 6 dicembre 2015, Aden, Yemen: un'autobomba viene fatta detonare a distanza al passaggio del corteo di veicoli del governatore cittadino Jaafar Mohammed Saad, che rimane ucciso insieme a sei dei suoi collaboratori. La branca yemenita dello Stato Islamico rivendica l'attentato.

### 2016
- 1º gennaio 2016, Tel Aviv, Israele: un uomo israeliano di origine araba entra in un pub nel centro della capitale israeliana e apre il fuoco uccidendo due persone e ferendone una decina, prima di fuggire; nei giorni successivi verrà individuato e ucciso dalla polizia. In seguito l'ISIS dichiarerà che l'attentatore era un proprio sostenitore;
- 7 gennaio 2016, Zliten, Libia: un camion bomba viene lanciato contro un centro di addestramento di polizia, provocando 74 vittime. L'azione viene immediatamente rivendicata dall'ISIS, nel pieno di una nuova offensiva nel Paese nord-africano;
- 8 gennaio 2016, Egitto: un albergo a Hurghada, sul Mar Rosso, viene attaccato da due attentatori armati di coltelli; due ospiti sono feriti prima che le forze di sicurezza uccidano uno degli attentatori e catturino l'altro[15]. Contemporaneamente, a Giza degli spari colpiscono un pullman di turisti israeliani senza causare feriti. L'ISIS rivendica entrambi gli attacchi[16];
- 11 gennaio 2016, Baghdad, Iraq: una ventina di uomini armati fanno irruzione in un centro commerciale aprendo il fuoco, dopo aver fatto esplodere un ordigno all'esterno. I morti sono 38, tra cui 18 civili, oltre ai 20 terroristi uccisi dalla polizia. Nello stesso giorno un uomo si fa saltare in aria in un casinò nell'est del Paese a 80 km dalla capitale; all'arrivo dei soccorsi viene fatta esplodere un'autobomba all'esterno provocando una strage: almeno 23 le vittime. Lo Stato Islamico rivendica entrambi gli attacchi in un comunicato;
- 14 gennaio 2016, Giacarta, Indonesia: un commando di terroristi attacca vari obiettivi nella capitale indonesiana, con esplosioni di bombe e sparatorie, provocando la morte di quattro persone e diversi feriti. Quattro attentatori che si erano asserragliati in un edificio dove è situata la sede di un'agenzia dell'ONU vengono uccisi dalla polizia. L'ISIS rivendica gli attentati terroristici, i primi compiuti in Indonesia;
- 21 gennaio 2016, Il Cairo, Egitto: durante un blitz contro un covo dell'ISIS esplode una bomba che provoca 10 morti[17];
- 29 gennaio 2016, Aden, Yemen: autobomba contro un posto di blocco della polizia causa 7 morti.[18]
- 31 gennaio 2016, Damasco, Siria: due attentatori suicidi e un'autobomba dello Stato Islamico provocano oltre 70 vittime nel cuore della capitale siriana sotto il controllo dell'esercito di Assad in lotta contro il califfato.[19];
- 21 febbraio 2016, Damasco e Homs, Siria: una serie di attentati suicidi rivendicati dall'ISIS provocano 180 morti in varie zone delle due città[20];
- 28 febbraio 2016, Baghdad, Iraq: in 4 distinti attacchi kamikaze rivendicati dall’ISIS vengono complessivamente uccise 101 persone e oltre 100 rimangono ferite. In particolare si tratta di una duplice esplosione avvenuta nel mercato centrale di Sadr City; un assalto armato contro un centro di comando militare; due attacchi dinamitardi contro un sobborgo a maggioranza sunnita pochi chilometri a sud della capitale[21];
- 29 febbraio 2016, Muqdadiya, Iraq: l’ISIS ha rivendicato un attentato dinamitardo ad un funerale di un miliziano sciita che ha provocato 25 morti[22];
- 22 marzo 2016, Bruxelles, Belgio: nella mattinata due distinti attacchi colpiscono dapprima l'Aeroporto di Zaventem, dove avvengono due esplosioni provocate probabilmente da attentatori suicidi, e poi la metropolitana tra le stazioni di Maelbeek e Schuman, a pochi passi dal Parlamento europeo; le vittime totali sono 32 e oltre 300 i feriti. Nelle ore seguenti lo Stato Islamico rivendica l'attacco;
- 25 marzo 2016, Iskandariya, Iraq: un attentatore suicida si fa saltare in aria allo stadio durante una partita di calcio a 50 km dalla capitale Baghdad, causando oltre 40 morti. L'ISIS rivendica l'attacco;
- 25 marzo 2016, Aden, Yemen: tre autobombe guidate da attentatori suicidi colpiscono alcuni posti di blocco delle forze di sicurezza, causando 26 morti tra militari e civili. La branca yemenita dello Stato Islamico rivendica l'azione[23];
- 7 aprile 2016, Penisola del Sinai, Egitto: attacco contro due convogli militari con esplosivi, 7 morti e 15 feriti. L’ISIS ha rivendicato l’attentato[24];
- 13 maggio 2016, Balad, Iraq: un gruppo di miliziani armati di AK-47 compie un attacco in un bar di tifosi del Real Madrid provocando oltre 16 vittime e 30 feriti. L'ISIS rivendica l'attacco;
- 15 maggio 2016, al-Mukalla, Yemen: un attentatore suicida attacca un comando della polizia uccidendo almeno 47 persone e ferendone più di 60; lo Stato Islamico rivendica l'azione[25];
- 17 maggio 2016, Baghdad, Iraq: in una serie di attacchi kamikaze rivendicati dall’ISIS nella zona del mercato centrale, vengono uccise 70 persone e decine vengono ferite[26];
- 23 maggio 2016, Governatorato di Laodicea, Siria: in otto distinti attacchi con autobombe e attentatori suicidi condotti in contemporanea a Tartus e Jableh rimangono uccise più di 180 persone. L'ISIS rivendica gli attacchi;
- 23 maggio 2016, Aden, Yemen: due attentatori suicidi attaccano un centro di reclutamento della polizia uccidendo almeno 45 persone; lo Stato Islamico rivendica l'azione[27];
- 29 maggio 2016, Balad, Iraq: un attentatore suicida si fa esplodere in un bar frequentato da tifosi del Real Madrid intenti a guardare una partita, causando 12 morti e 15 feriti. L'ISIS rivendica l'attacco.
- 7 giugno 2016, Baqa, Giordania: un camion bomba sottratto all’esercito giordano da parte di alcuni miliziani dell’ISIS viene indirizzato contro gli uffici dell’intelligence giordana, causando la morte di 5 funzionari.[28]
- 13 giugno 2016, Parigi, Francia: un uomo attacca a colpi di coltello due poliziotti davanti a un commissariato, uccidendoli entrambi prima di essere a sua volta ucciso. L'ISIS rivendica tramite Amaq.
- 27 giugno 2016, Al Qaa, Libano: 3 kamikaze si sono fatti esplodere uccidendo 7 persone. Attacco rivendicato dall’ISIS.[29]
- 3 luglio 2016, Baghdad, Iraq: un camion bomba guidato da un attentatore suicida colpisce nel centro della città in un quartiere a predominanza sciita mentre contemporaneamente vari ordigni sono fatti esplodere in altre zone della città, provocando in totale 341 morti e 246 feriti. L'ISIS rivendica la responsabilità dell'attentato.[30]
- 18 luglio 2016, Würzburg, Germania: un uomo sale sopra ad un treno della metropolitana con un'ascia ferendo 5 persone prima di essere ucciso dalla polizia. Lo Stato Islamico rivendica l'attacco.
- 23 luglio 2016, Kabul, Afghanistan: un attentatore suicida si fa esplodere durante una manifestazione e provoca 80 morti e 231 feriti. L'ISIS rivendica l'attacco poche ore dopo.[31]
- 25 luglio 2016, Ansbach, Germania: un ventisettenne siriano si fa esplodere durante un concerto causando 15 feriti[32]. L'ISIS rivendica la sua responsabilità poche ore dopo.
- 26 luglio 2016, Saint-Étienne-du-Rouvray, Francia: due uomini armati di coltelli entrano nella chiesa di Saint-Etienne-du-Rouvray, uccidendo il parroco Jacques Hamel e prendendo in ostaggio alcune persone prima di essere uccisi dalla polizia. L'ISIS rivendica l'attacco tramite Amaq.
- 6 agosto 2016, Charleroi, Belgio: un uomo aggredisce a colpi di coltello due poliziotti davanti a un commissariato, ferendoli entrambi prima di venire ucciso. L'ISIS rivendica l'attacco.
- 29 agosto 2016, Aden, Yemen: attacco kamikaze contro un campo di addestramento di reclute dell’esercito yemenita, 60 morti.[33]
- 9 settembre 2016, Baghdad, Iraq: due autobombe guidate da attentatori suicidi esplodono nei pressi di un centro commerciale, causando più di 40 morti e più di 60 feriti. L'ISIS rivendica tramite Amaq.
- 15 ottobre 2016, Baghdad, Iraq: almeno otto attentatori suicidi attaccano con armi leggere e cinture esplosive vari obiettivi nella capitale irachena, tra cui un posto di controllo della polizia, un'abitazione di un capo milizia sunnita e concentramenti di fedeli sciiti, causando 79 morti e più di 90 feriti. L'ISIS rivendica l'attacco tramite Amaq.
- 25 ottobre 2016, Quetta, Pakistan: tre terroristi attaccano con armi da fuoco e cinture esplosive l'accademia di polizia della città, uccidendo 61 persone e ferendone più di 165. L'ISIS rivendica l'attacco[34].
- 12 novembre 2016, Karachi, Pakistan: un ragazzino di 14 anni si è fatto esplodere durante un attacco in un santuario sufi, provocando 55 morti[35].
- 25 novembre 2016, Al-Hilla, Iraq: un attentatore suicida alla guida di un camion bomba si fa esplodere in una stazione di servizio affollata di bus carichi di pellegrini sciiti in rientro verso l'Iran, causando 125 morti e 95 feriti. Lo Stato Islamico rivendica l'attacco.
- 10 dicembre 2016, Aden, Yemen: un kamikaze si fa esplodere contro un convoglio dell’esercito, muoiono 23 soldati.[36]
- 12 dicembre 2016, Il Cairo, Egitto: un attacco kamikaze contro la chiesa copta di San Marco provoca 25 morti. L’attacco è rivendicato dall’ISIS[37].
- 18 dicembre 2016, Al-Karak, Giordania: un commando attacca la stazione di polizia locale per poi barricarsi all'interno delle rovine del Castello di Kerak, dove viene assediato e infine sopraffatto dalle forze di sicurezza giordane. Oltre ai cinque terroristi si contano altri 14 morti (11 tra poliziotti e militari giordani, due civili locali e un turista canadese) e 37 feriti. Lo Stato Islamico rivendica tramite Amaq.
- 19 dicembre 2016, Berlino, Germania: un uomo si impossessa di un camion uccidendone il guidatore, per poi scagliarsi contro un mercatino di Natale uccidendo 11 persone e ferendone 56; l'attentatore, Anis Amri, riesce a fuggire, ma viene poi ucciso dalla polizia il 23 dicembre a Sesto San Giovanni. L'attentato viene rivendicato dall'ISIS.[38][39]

### 2017
- 1º gennaio 2017, Istanbul, Turchia: durante il Capodanno un uomo armato di fucile d'assalto AK-47 entra nel night club Reina e spara sui presenti, uccidendo 39 persone e ferendone 70. L'ISIS rivendica poche ore dopo.
- 2 gennaio 2017, Baghdad, Iraq: tre autobombe esplodono in vari punti della città causando 56 morti. L'attentato viene subito rivendicato dall'ISIS.
- 7 febbraio 2017, Kabul, Afghanistan: un attentatore suicida si fa esplodere davanti alla sede della Corte suprema dell'Afghanistan uccidendo 22 persone; l'ISIS rivendica l'attacco[40].
- 16 febbraio 2017, Sehwan Sharif, Pakistan: un attentarore suicida si fa esplodere all'interno di un mausoleo sufi pieno di pellegrini intenti in un rituale religioso, causando almeno 90 morti e più di 300 feriti. La branca locale dello Stato Islamico rivendica l'attentato[41].
- 24 febbraio 2017, al-Bab, Siria: un'autobomba esplode nella città siriana vicino al confine con la Turchia causando oltre 60 morti tra militari e molti civili. L'attentato viene rivendicato dall'ISIS.
- 26 febbraio 2017, Costantina, Algeria: un attentatore suicida si fa esplodere davanti a un commissariato ferendo due poliziotti. Lo Stato Islamico rivendica tramite Amaq[42].
- 17 marzo 2017, Dacca, Bangladesh: un attentatore suicida si fa esplodere davanti all'ingresso della sede della forza speciale antiterrorismo bengalese, ferendo due membri dell'unità. Lo Stato Islamico rivendica l'attacco[43].
- 24 marzo 2017, Dacca, Bangladesh: un attentatore suicida si fa esplodere ad un checkpoint della polizia nell'Aeroporto Internazionale di Dacca-Hazrat Shahjalal ferendo alcuni agenti. Lo Stato Islamico rivendica l'attentato[44].
- 9 aprile 2017, Tanta e Alessandria d'Egitto, Egitto: due terroristi si fanno saltare in aria in due chiese copte, una a Tanta e una ad Alessandria, durante la domenica delle Palme provocando 47 morti e 126 feriti. L'ISIS rivendica l'attentato via Amaq.
- 19 aprile 2017, Monastero di Santa Caterina, Egitto: sulla strada per il Monastero, due uomini in motocicletta armati di mitragliatore hanno sparato sul check-point di controllo dei soldati egiziani, uccidendone uno e ferendone 3[45].
- 20 aprile 2017, Parigi, Francia: un cittadino belga di origine magrebine (già noto ai servizi segreti francesi come estremista islamico) spara con un AK-47 su un veicolo della polizia francese parcheggiato nella strada degli Champs Elysé, uccidendo un agente e ferendone altri due prima di venire ucciso dalla polizia. L'attacco è stato rivendicato dall'ISIS il giorno stesso, a soli tre giorni dalle elezioni politiche francesi del 2017.
- 3 maggio 2017, Kabul, Afghanistan: un attentatore suicida si fa esplodere vicino a un convoglio della NATO uccidendo 8 persone e ferendone 28. Lo Stato Islamico rivendica tramite Amaq[46].
- 12 maggio 2017, Distretto di Mastung, Pakistan: un attentatore suicida a bordo di una motocicletta si fa esplodere al passaggio del convoglio su cui viaggia il vice presidente del senato pakistano Abdul Ghafoor Haideri; si contano 25 morti e più di 40 feriti, tra cui lo stesso Haideri. Lo Stato Islamico rivendica l'attentato[47].
- 22 maggio 2017, Manchester, Regno Unito: un kamikaze si fa esplodere alla fine del concerto di Ariana Grande al Manchester Evening News Arena, il bilancio è di 23 morti (compreso l'attentatore) e 250 feriti. L'attacco è stato rivendicato dall'ISIS il giorno seguente.
- 25 maggio 2017, Giacarta, Indonesia: un attacco kamikaze uccide tre agenti di polizia[48];
- 26 maggio 2017, Minya, Egitto: una decina di uomini armati salgono a bordo di alcuni pullman a 250 km dal Cairo aprendo il fuoco sui passeggeri. Nell'attacco si contano 29 morti e 22 feriti. L'ISIS rivendica il giorno seguente.
- 30 maggio 2017, Baghdad, Iraq: due autobombe esplodono vicino ad un commissariato causando 30 morti e 100 feriti. Lo Stato Islamico rivendica tramite Amaq.
- 1º giugno 2017, Larbaâ, Algeria: un terrorista ferisce a colpi di arma da fuoco quattro agenti della gendarmeria, di pattuglia nella zona. Lo Stato Islamico rivendica tramite Amaq[49].
- 3 giugno 2017, Londra, Regno Unito: un furgone con a bordo tre uomini investe i pedoni sul marciapiede del London Bridge, poi continua il suo percorso verso il Borough Market. I tre uomini, armati di coltelli, scendono e cominciano ad accoltellare i passanti e i clienti dei locali del Borough Market prima di essere uccisi dalla polizia. In totale si contano 11 morti (compresi i 3 terroristi) mentre i feriti sono 48. L'ISIS rivendica l'attentato due giorni dopo.
- 5 giugno 2017, Melbourne, Australia: un uomo uccide il portiere di un complesso di appartamenti e si barrica in uno di essi con in ostaggio una donna. Nel corso dell'irruzione delle forze speciali l'attentatore è ucciso dopo aver ferito tre poliziotti con un'arma da fuoco. L'ISIS rivendica la responsabilità.
- 7 giugno 2017, Teheran, Iran: cinque attentatori suicidi sferrano due attacchi ai danni del parlamento e del mausoleo di Ruhollah Khomeini, impiegando armi leggere e cinture esplosive. Si contano 18 morti e 52 feriti. L'attacco è rivendicato dall'ISIS.
- 15 giugno 2017, Kabul, Afghanistan: due attentatori suicidi si fanno esplodere in una moschea sciita della capitale afghana, causando almeno sei morti e una decina di feriti; l'ISIS rivendica l'attentato[50].
- 31 luglio 2017, Kabul, Afghanistan: un attentatore suicida si fa esplodere davanti al cancello dell'ambasciata irachena di Kabul, favorendo l'irruzione nel complesso di tre terroristi armati che uccidono due impiegati civili e feriscono tre addetti alla sicurezza; tutti gli attentatori sono uccisi dalle forze di sicurezza. L'ISIS rivendica l'attacco[51].
- 12 agosto 2017, Quetta, Pakistan: un attentatore suicida a bordo di una motocilcetta si fa esplodere accanto a un camion dell'esercito pakistano, uccidendo 15 persone (otto soldati e sette civili) e ferendone più di 40; la branca locale dello Stato Islamico rivendica l'attentato[52].
- 17 agosto 2017, Barcellona, Spagna: un furgone preso a nolo investe la folla lungo la Rambla uccidendo 16 persone, mentre si contano 124 feriti di cui 14 gravi; l'autista riesce a fuggire. Il 18 agosto cinque membri della cellula terroristica responsabile dell'attacco sono fermati dalla polizia a Cambrils: nello scontro rimangono tutti uccisi unitamente a una donna presente sul luogo, mentre sei civili e un poliziotto rimangono feriti. Altri due terroristi risultano essere rimasti uccisi il 16 agosto in un'esplosione accidentale nella loro casa di Alcanar mentre preparavano del materiale esplosivo in vista dell'attentato, mentre 4 sono gli arresti avvenuti nei giorni successivi all'attentato sulla Rambla. L'ISIS rivendica gli attentati tramite Amaq.
- 19 agosto 2017, Surgut, Russia: un uomo aggredisce i passanti con un coltello ferendone otto. L'ISIS rivendica dopo i fatti tramite Amaq[53].
- 25 agosto 2017, Bruxelles, Belgio: un uomo attacca due militari a colpi di coltello ferendoli prima di essere a sua volta ucciso dai soldati. L'ISIS rivendica l'attacco.
- 31 agosto 2017, Tiaret, Algeria: attacco kamikaze contro una stazione di polizia, morti due agenti[54].
- 14 settembre 2017, Nāṣiriya, Iraq: un gruppo di terroristi fa irruzione in un ristorante nello stesso momento un'autobomba esplode davanti ad un checkpoint della polizia irachena causando 83 vittime e 90 feriti. Lo Stato Islamico rivendica l'attacco tramite Amaq.
- 2 ottobre 2017, Damasco, Siria: un'autobomba e due kamikaze uccidono 20 persone e ne feriscono una decina nel quartiere di Maidan. Lo Stato Islamico rivendica tramite Amaq.
- 4 ottobre 2017, Misurata, Libia: attacco suicida contro il tribunale. Un kamikaze si fa esplodere dopo aver sparato alcuni colpi, provocando la morte di 5 persone e il ferimento di 36. L’ISIS ha rivendicato l’attacco[55].
- 21 ottobre 2017, Kabul, Afghanistan: attacco armato contro moschea sciita a Kabul provoca circa 40 morti e 10 feriti[56].
- 31 ottobre 2017, New York, Stati Uniti d'America: nella giornata di Halloween un furgone noleggiato imbocca una pista ciclabile investendo ciclisti e passanti per quasi un chilometro prima di schiantarsi contro uno scuolabus; l'uomo alla guida riesce a fuggire venendo però catturato poco dopo dagli agenti di polizia. Si contano 8 morti e 15 feriti; nel furgone l'uomo aveva lasciato un foglietto dove diceva che aveva agito in nome dell'ISIS che rivendica l'attentato due giorni dopo.
- 5 novembre 2017, Aden, Yemen: un'autobomba guidata da un attentatore suicida esplode vicino ad un checkpoint della polizia, uccidendo 15 persone e ferendone 20. Lo Stato Islamico rivendica tramite un comunicato.
- 29 novembre 2017, Aden, Yemen: un attentato con un’autobomba uccide 2 guardie di sicurezza e ne ferisce 3.[57]
- 7 novembre 2017, Kabul, Afghanistan: un commando di tre persone attacca una stazione televisiva con armi da fuoco e granate; uno dei terroristi si fa saltare in aria mentre gli altri due sono uccisi dagli uomini della sicurezza. Nell'attacco muore un agente della sicurezza mentre altre 20 persone rimangono ferite. Lo Stato Islamico rivendica l'attacco[58]
- 17 dicembre 2017, Quetta, Pakistan: due attentatori suicidi si fanno esplodere in una chiesa metodista, causando nove morti e più di 50 feriti. Lo Stato Islamico rivendica tramite Amaq[59]
- 25 dicembre 2017, Kabul, Afghanistan: un attentatore suicida si fa esplodere vicino alla sede dei servizi segreti afghani, uccidendo dieci persone e ferendone cinque. Lo Stato Islamico rivendica l'azione[60].
- 28 dicembre 2017, Kabul, Afghanistan: un attentatore suicida si fa esplodere all'interno di un centro culturale sciita, con altri ordigni che vengono fatti detonare al momento dell'arrivo dei soccorsi; si contano 41 morti e più di 80 feriti. L'ISIS rivendica tramite Amaq[61].
- 29 dicembre 2017, Il Cairo, Egitto: un attentatore attacca con un'arma da fuoco un negozio e una chiesa frequentati dalla locale comunità copta, uccidendo undici persone tra cui un poliziotto e ferendone un'altra decina prima di essere a sua volta ferito e arrestato dalle forze di sicurezza. Lo Stato Islamico rivendica tramite Amaq[62].
- 29 dicembre 2017, Nangarhar, Afghanistan: un kamikaze si fa esplodere al funerale dell’ex Governatore della Provincia di Nangarhar e provoca 18 morti[63].

### 2018
- 15 gennaio 2018, Baghdad, Iraq: due autobombe guidate da attentatori suicidi si fanno esplodere nella piazza al-Tayaran della capitale irachena, uccidendo almeno 27 persone e ferendone un altro centinaio. Lo Stato Islamico rivendica l'attentato tramite un messaggio sul servizio di messaggistica Telegram[64].
- 24 gennaio 2018, Jalalabad, Afghanistan: un'autobomba guidata da un attentatore suicida si fa esplodere davanti alla sede dell'organizzazione non governativa Save the Children, favorendo l'irruzione nel complesso di un commando armato; tre civili rimangono uccisi e 24 feriti, prima che le forze di sicurezza riescano a uccidere i cinque membri del commando. Lo Stato Islamico rivendica l'attacco tramite Amaq[65].
- 29 gennaio 2018, Kabul, Afghanistan: un commando attacca con cinture esplosive ed armi leggere l'accademia militare afghana di Kabul; undici soldati afghani rimangono uccisi e altri sedici feriti, mentre quattro degli attentatori sono uccisi e uno è preso prigioniero. Lo Stato Islamico rivendica tramite Amaq[66].
- 18 febbraio 2018, Kizljar, Russia: un attentatore attacca con un'arma da fuoco una chiesa ortodossa, uccidendo cinque persone e ferendone altre cinque prima di essere ucciso dalla polizia. Lo Stato Islamico rivendica l'attentato[67].
- 24 febbraio 2018, Aden, Yemen: due autobombe guidate da attentatori suicidi esplodono nelle vicinanze di una base militare; altri due attentatori dotati di giubbotti esplosivi tentano di entrare nel complesso ma sono uccisi dalle forze di sicurezza prima che possano farsi esplodere. Il bilancio finale è di 14 morti tra militari e civili (oltre ai quattro attentatori) e più di 40 feriti; lo Stato Islamico rivendica l'attentato[68]
- 9 marzo 2018, Kabul, Afghanistan: un attentatore suicida si fa esplodere davanti a una moschea sciita nella capitale afghana, uccidendo 10 persone e ferendone 22. Lo Stato Islamico rivendica l'attacco[69].
- 13 marzo 2018, Aden, Yemen: un attentatore suicida alla guida di un'autobomba si fa esplodere davanti a una mensa dell'esercito, uccidendo 10 persone e ferendone più di 30. Lo Stato Islamico rivendica l'azione[70].
- 19 marzo 2018, Jalalabad, Afghanistan: l'esplosione di una bomba piazzata su una motocicletta uccide tre persone e ne ferisce altre 10 all'uscita di un impianto sportivo. Lo Stato Islamico rivendica l'attentato[71].
- 21 marzo 2018, Kabul, Afghanistan: un attentatore suicida si fa esplodere nei pressi di un santuario sciita durante i festeggiamenti per il Capodanno persiano (Nawrūz), uccidendo 32 persone e ferendone diverse decine. Lo Stato Islamico rivendica tramite Amaq[72].
- 23 marzo 2018, Carcassonne e Trèbes, Francia: un attentatore armato di pistola assale un'automobile a Carcassonne uccidendo uno degli occupanti e ferendone un altro, dopodiché attacca un supermercato nella vicina cittadina di Trèbes prendendo in ostaggio le persone all'interno; il bilancio finale è di 4 morti e 15 feriti[73] prima che le forze speciali riescano a uccidere l'attentatore. L'uomo ha definito sé stesso come «un soldato dell'ISIS», e lo Stato Islamico ha in seguito rivendicato l'azione[74].
- 22 aprile 2018, Kabul, Afghanistan: un attentatore suicida si fa esplodere in un centro per l'iscrizione nei registri elettorali causando 63 vittime e 125 feriti. Lo Stato Islamico rivendica tramite Amaq.
- 30 aprile 2018, Kabul, Afghanistan: due attentatori suicidi si fanno esplodere nei pressi del quartirer generale dei servizi segreti afghani, uccidendo 29 persone e ferendone 49. Lo Stato Islamico rivendica tramite Amaq.
- 2 maggio 2018, Tripoli, Libia: almeno due attentatori suicidi attaccano con armi da fuoco e cinture esplosive gli uffici direttivi della commissione elettorale libica, uccidendo 12 persone e ferendone una ventina. Lo Stato Islamico rivendica l'attentato[75].
- 12 maggio 2018, Parigi, Francia: un attentatore attacca a colpi di coltello i passanti nel II arrondissement uccidendo una persona e ferendone altre otto prima di essere ucciso dalla polizia. Lo Stato Islamico rivendica tramite Amaq.
- 13 maggio 2018, Surabaya, Indonesia: almeno tre kamikaze si fanno esplodere in tre chiese differenti uccidendo 10 persone e ferendone 40. Lo Stato Islamico rivendica tramite Amaq;
- 14 maggio 2018, Surabaya, Indonesia: un gruppo armato attacca con un assalto in motocicletta una stazione di polizia, uccidendo un agente[76];
- 19 maggio 2018, Grozny, Russia: un commando di quattro uomini armati attacca una chiesa ortodossa; i terroristi uccidono un civile e due poliziotti accorsi sul luogo, prima di essere tutti uccisi dalle forze di sicurezza. Il giorno dopo l'ISIS rivendica l'attentato.
- 29 maggio 2018, Liegi, Belgio: un attentatore attacca con un coltello due poliziotte ferendole, ruba loro una pistola e le uccide entrambe; poco dopo lo stesso attentatore uccide un passante nel tentativo di rubargli la macchina, dopodiché attacca un liceo nella zona prendendo in ostaggio una donna prima di essere ucciso dalla polizia. Lo Stato Islamico rivendica il giorno seguente l'attacco[77].
- 4 giugno 2018, Kabul, Afghanistan: un attentatore suicida si fa esplodere vicino ad un centro religioso dove si stava tenendo una manifestazione contro il terrorismo, causando 14 morti e ferendo altre 19 persone[78]. Lo Stato Islamico rivendica tramite Amaq[79].
- 11 giugno 2018, Kabul, Afghanistan: un attentatore suicida si fa esplodere all'ingresso del ministero dello sviluppo rurale uccidendo 17 persone e ferendone 40. Lo Stato Islamico rivendica tramite Amaq[80].
- 16 giugno 2018, Jalalabad, Afghanistan: un'autobomba guidata da un attentatore suicida esplode a un raduno di Talebani e forze di sicurezza afghane, impegnate in trattative per un cessate il fuoco, causando 25 morti e 54 feriti. Lo Stato Islamico rivendica tramite Amaq[81].
- 8 luglio 2018, Jendouba, Tunisia: due auto della polizia che pattugliavano la zona vicino al confine con l’Algeria sono state attaccate con armi da fuoco, 6 morti[82].
- 13 luglio 2018, Mastung, Pakistan: un attentatore suicida si fa esplodere ad un comizio elettorale una settimana prima al voto causando 149 morti e 222 feriti lo Stato Islamico rivendica tramite Amaq.
- 15 luglio 2018, Kabul, Afghanistan: un attentatore suicida si fa esplodere davanti al ministero dell'agricoltura causando 8 morti e ferendo alcune persone lo Stato Islamico rivendica tramite Amaq.
- 22 luglio 2018, Kabul, Afghanistan: un attentatore suicida alla guida di un'autobomba si fa esplodere all'ingresso dell'Aeroporto Internazionale di Kabul, uccidendo 23 persone e ferendone 107. Lo Stato Islamico rivendica tramite Amaq.[83]
- 22 luglio 2018, Toronto, Canada: un uomo ha sparato in strada uccidendo una bambina di 10 anni e una ragazza di 18 anni, prima di essere a sua volta ucciso in uno scontro a fuoco con la polizia. L’ISIS ha rivendicato l’attentato[84];
- 25 luglio 2018, Quetta, Pakistan: durante le elezioni pakistane un uomo ha cercato di entrare in un seggio elettorale senza titolo. Fermato dalla polizia, si è fatto esplodere, provocando 31 morti[85];
- 29 ottobre 2018, Tunisi, Tunisia: una kamikaze donna - poi identificata come affiliata ad un gruppo salafita vicino all’ISIS - si fa esplodere davanti al teatro municipale di Tunisi, provocando nove feriti per lo più tra gli agenti di polizia presenti sul posto[86];
- 9 novembre 2018, Melbourne, Australia: in un attacco con il coltello vicino alla centrale Bourke Street viene uccisa una persona e ne vengono ferite tre[87];
- 24 novembre 2018, Tazirbu, Libia: un gruppo di miliziani ha attaccato un commissariato di polizia uccidendo 5 persone[88];
- 11 dicembre 2018, Strasburgo, Francia: verso le 20 di sera un uomo armato con una pistola e un coltello entra in un mercatino di natale e inizia a sparare contro la folla uccidendo 5 persone e ferendone 14. Due giorni dopo viene rintracciato dalla polizia e ucciso in uno scontro a fuoco. Lo stesso giorno l'ISIS rivendica l'attacco.[89][90][91]
- 25 dicembre 2018, Tripoli, Libia: tre uomini armati attaccano il Ministero degli Esteri libico, uccidendo tre persone[92].

### 2019
- 27 gennaio 2019, Jolo, Filippine: durante la messa del mattino esplodono 2 bombe all'interno e all'esterno di una cattedrale provocando 27 morti e almeno 100 feriti. L'ISIS rivendica l'attentato.
- 5 aprile 2019, Fuhaqa, Libia: incendiate alcune abitazioni tra cui quelle del presidente del consiglio comunale e di alcuni poliziotti della guardia municipale. 2 morti, tra cui il presidente del consiglio comunale, e 1 persona sequestrata[93].
- 19 aprile 2019, Beni, Repubblica Democratica del Congo: attacco armato contro un posto di controllo militare, tre morti[94].
- 21 aprile 2019, Sri Lanka: durante la mattina di Pasqua otto kamikaze si sono fatti esplodere in 3 hotel di lusso, 3 chiese, un complesso abitativo e un posto di blocco. Gli attacchi sono avvenuti nelle città di Colombo, Negombo e Batticaloa. Gli attentati hanno provocato 253 morti e oltre 500 feriti. Lo Stato Islamico ha rivendicato gli attacchi due giorni dopo.
- 19 maggio 2019, Zillah, Libia: l’ISIS attacca un villaggio uccidendo 4 civili e rapendone altrettanti, prima dell’intervento delle forze di sicurezza[95].
- 27 giugno 2019, Tunisi, Tunisia: due attentati esplosivi contro una via centrale e contro una sede della guardia nazionale provocano 1 morto e 11 feriti[96]. Lo stesso giorno un commando armato ha sparato contro i militari di guardia ad un’infrastruttura energetica nel sud del Paese, ma senza conseguenze.
- 18 agosto 2019, Afghanistan: durante un matrimonio a Kabul un kamikaze si è fatto esplodere con giubbotto esplosivo, uccidendo 63 persone e ferendone 182. Lo Stato Islamico ha rivendicato immediatamente l'attacco, avvenuto contro una comunità sciita.
- 6 novembre 2019, Jerash, Giordania: un uomo è entrato con un coltello in un sito archeologico romano, ferendo 8 persone tra cui una guardia della sicurezza.[97]
- 29 novembre 2019, Londra, Regno Unito: un uomo attacca a colpi di coltello le persone che affollavano i marciapiedi sul ponte del London Bridge, uccidendone due e ferendone altre otto prima che la polizia riesca a uccidere l'attentatore. L'uomo in passato era già stato condannato per reati di terrorismo. Il giorno dopo l'ISIS attraverso l'agenzia Amaq rivendica l'attentato[98].
- 12 dicembre 2019, Niger, confine con il Mali: un commando armato ha attentato a colpi di mortaio e mitragliatrici un campo militare posto su zona di frontiera, uccidendo 71 militari[99].

### 2020
- 14 gennaio 2020, Chinagodrar, Niger: l’ISIS rivendica un attacco armato contro una base militare al confine con il Mali che ha provocato 100 morti[100];
- 5 febbraio 2020, Malè, Maldive: tre turisti vengono accoltellati e feriti in un attacco rivendicato dall’ISIS[101];
- 6 marzo 2020, Kabul, Afghanistan: un kamikaze si è fatto esplodere durante la cerimonia per la commemorazione di un leader sciita assassinato nel 1995 dai talebani. Alla cerimonia era presente anche il premier Abdullah Abdullah. 27 morti e diversi feriti[102];
- 25 marzo 2020, Kabul, Afghanistan: attacco con granate ad un tempio sikh, 25 morti[103];
- 2 novembre 2020, Vienna, Austria: un uomo armato apre il fuoco nel centro storico cittadino, uccidendo 4 persone e ferendone 23. L'ISIS rivendica l'attacco;
- 20 novembre 2020, Kabul, Afghanistan: attacco con missili sulla capitale afghana, muoiono 8 persone[104]

### 2021
- 26 agosto 2021, Kabul, Afghanistan: nel contesto della caotica evacuazione della città in seguito al recente ritorno dei Talebani, un attentatore suicida si fa esplodere in mezzo alla folla radunata ai cancelli dell'aeroporto, causando la morte di circa duecento persone, fra cui tredici militari statunitensi.[105][106][107] L'attentato è rivendicato dall'ISIS-Khorasan,[108] ramo dello Stato Islamico che opera in Asia centrale, in conflitto sia con i paesi occidentali che con i Talebani.[109]
- 2 settembre 2021, Auckland, Nuova Zelanda: un uomo vicino all’ISIS accoltella 6 persone vicino ad un supermercato[110].
- 8 ottobre 2021, Kunduz, Afghanistan: attentato kamikaze contro una moschea sciita, 60 morti e 117 feriti[111].
- 15 ottobre 2021, Kandahar, Afghanistan: attacco kamikaze contro una moschea sciita provoca 62 morti e 68 feriti[112].
- 3 novembre 2021, Kabul, Afghanistan: una bomba esplode nel più grande ospedale militare del Paese, provocando la morte di 19 persone e il ferimento di 43.[113]
- 17 novembre 2021, Kampala, Uganda: due esplosioni vicino alla stazione di polizia provocano la morte di 3 persone[114]

### 2022
- 4 marzo 2022, Peshawar, Pakistan: attentato contro una moschea. Un uomo armato ha prima sparato contro alcuni poliziotti, aiutato da altre due persone poi fuggite, e poi fatto esplodere un ordigno all’interno della moschea. Si contano 63 morti e quasi 200 feriti[115].
- 27 marzo 2022, Hadera, Israele: alcuni uomini affiliati all’ISIS hanno sparato contro agenti di polizia, uccidendone 2.[116]
- 21 aprile 2022, Afghanistan: due attentati in due diverse città provocano complessivamente 16 morti. Si tratta di un attacco a una moschea sciita di Mazar-e Sharif e una bomba a Kunduz, contro il convoglio di alcuni mezzi civili che si recavano in una base militare per alcune manutenzioni[117].
- 29 aprile 2022, Kabul, Afghanistan: attacco kamikaze contro una moschea sciita provoca 50 morti[118].
- 2 settembre 2022, Herat, Afghanistan: bomba in una moschea provoca 28 morti[119].
- 5 settembre 2022, Kabul, Afghanistan: attentato kamikaze davanti all’ambasciata russa provoca 6 morti[120].
- 7 settembre 2022, Nampula, Mozambico: un attacco armato contro una missione cattolica uccide Suor Maria De Coppi oltre a 3 fedeli. L’ISIS rivendica l’attacco[121].
- 26 ottobre 2022, Shiraz, Iran: tre uomini armati uccidono 15 persone e ne feriscono più di 40 in una sparatoria alla moschea di Shah Ceragh. L'attacco è avvenuto nel mezzo delle proteste antigovernative dovute alla morte di Mahsa Amini ed è stato rivendicato dall'ISIS. Le autorità iraniane hanno affermato che i tre terroristi non erano di origine iraniana ed hanno criticato i manifestanti affermando che le rivolte aprono la strada al terrorismo.[122][123]

### 2023
- 11 gennaio 2023, Kabul, Afghanistan:  attentato suicida vicino al ministero degli esteri, dove era attesa una delegazione cinese. Un uomo si è fatto esplodere, provocando almeno 5 morti e 40 feriti. L’ISIS, ha rivendicato l’attacco.[124]
- 15 gennaio 2023, Kasindi, nord-est della Repubblica Democratica del Congo: durante una cerimonia in una chiesa cristiana pentecostale, i terroristi dell’ISCAP, branca armata africana dell’ISIS, hanno piazzato e fatto esplodere un ordigno, provocando 17 morti e decine di feriti.[125]
- 24 febbraio 2023, provincia di Oudaland, Burkina Faso: assalto armato contro l’esercito. Nell’attacco perdono la vita 51 militari[126].
- 17 marzo 2023, Mazar-i-Sharif, Afghanistan: un ordigno uccide una guardia di sicurezza. L’ISIS rivendica l’attacco[127].
- 17 giugno 2023, Uganda: un attacco armato ad una scuola dell’Uganda Occidentale, al confine con la Repubblica Democratica del Congo, provoca 41 morti, tra cui 38 studenti. L’attacco è rivendicato dal gruppo locale di ribelli islamisti affiliati all’ISIS[128].
- 30 luglio 2023, Kahar, Pakistan: durante un comizio politico, un kamikaze si è fatto esplodere provocando almeno 75 morti. L’attacco è stato rivendicato dalll’ISIS.[129]
- 13 ottobre 2023, Arras, Francia: un uomo ha ucciso con un coltello un professore del liceo, dopo aver giurato fedeltà all’ISIS.
- 17 ottobre 2023, Bruxelles, Belgio: un uomo, affermando di essere dell’ISIS, ha sparato con un kalashnikov contro alcuni passanti che si stavano recando allo stadio per la partita Belgio-Svezia, valida per la qualificazione al campionato europeo di calcio 2024, uccidendo 3 persone. La partita è stata interrotta dopo il primo tempo e le persone trattenute all’interno dello stadio, per motivi di sicurezza, per diverse ore.[130]
- 18 ottobre 2023, Parco Nazionale Queen Elizabeth II, Uganda: in un Safari al confine con la Repubblica Democratica del Congo, viene assaltata una jeep con armi da fuoco. Nell’attacco muoiono due turisti (uno britannico e uno sudafricano) e il loro autista ugandese[131].
- 25 ottobre 2023, Oichu, Repubblica Democratica del Congo: un gruppo di terroristi ha ucciso a colpi di machete 26 persone[132].
- 1 novembre 2023, Nigeria: in un villaggio del nord-est vengono uccise 17 persone che si erano rifiutate di pagare una tassa sul bestiame ai miliziani[133].
- 2 dicembre 2023, Parigi, Francia: un uomo affiliato all’ISIS ha ucciso con un coltello e un martello un turista tedesco-filippino in zona Pont de Bir-Hakeim (Attentato a Parigi del 2 dicembre 2023).
- 3 dicembre 2023, Marawi, Filippine: un ordigno esplode durante una funzione cattolica in una chiesa. Muoiono 6 persone e ci sono 50 feriti. L’ISIS ha rivendicato l’attacco.[134]

### 2024
- 3-29 gennaio, Kabul, Afghanistan. Serie di attentati rivendicati dall’ISIS. La prima esplosione si è verificata il 3 gennaio, nel distretto di Dash-e-Barchi, uccidendo due passeggeri di un minibus e facendo almeno 14 feriti. Il giorno successivo, lo Stato Islamico ha rivendicato l’attentato. Il 9 gennaio, tre persone sono rimaste uccise e almeno quattro ferite nell’esplosione di un ordigno magnetico installato in un’automobile. Solo due giorni dopo, l’11 gennaio, una bomba è esplosa fuori da un centro commerciale, provocando 2 morti e diversi feriti. Il 20 gennaio, a essere colpita è stata la provincia di Kunar: secondo le fonti governative, sarebbero morte tre persone e ferite sei. Il 25 gennaio un'altra esplosione, questa volta sarebbe stata registrata nei pressi dell’ambasciata russa di Kabul: avrebbe provocato la morte di due membri dello staff del consolato e diversi feriti. Il ministero degli Esteri dell’autoproclamato emirato islamico dell’Afghanistan ha espresso nella stessa giornata la sua forte condanna per l’attacco e l’impegno a rafforzare le misure di sicurezza nei confronti delle ambasciate internazionali. È del 29 gennaio, infine, la notizia di un nuovo attentato, sempre nella città di Kabul. Secondo quanto dichiarato dall’ONG Emergency immediatamente dopo l’esplosione, già tre vittime sarebbero state ricevute nel suo ospedale di chirurgia di guerra, una di queste è un uomo severamente ferito al midollo spinale da una scheggia.[135]
- 3 gennaio 2024, Kerman, Iran: durante una cerimonia commemorativa in occasione dell'assassinio di Qasem Soleimani, esplodono due bombe uccidendo 91 persone e ferendone 284. Si tratta del più grande attentato terroristico avvenuto in Iran dal 1978. L'attacco è stato rivendicato dall'ISIS.[136]
- 28 gennaio 2024, Istanbul, Turchia: attacco alla chiesa cattolica di Santa Maria a Sariyer, dove durante la messa due persone armate sono entrate esplodendo colpi di pistola e uccidendo un fedele. L’ISIS ha rivendicato l’attacco.[137]
- 30 gennaio 2024, Baeti, Repubblica Democratica del Congo: attacco armato contro chiesa pentecostale provoca 8 morti[138].
- 7 febbraio 2024, Baluchistan, Pakistan: due esplosioni sono avvenute vicino agli uffici dei candidati elettorali nella provincia sud-occidentale del Baluchistan, uccidendo 22 persone e sollevando preoccupazioni sulla sicurezza in vista delle elezioni generali dell’8 febbraio. L’ISIS ha rivendicato l’attentato.[139]
- 22 marzo 2024, Krasnogorsk, Russia: durante un concerto della band "Picnic", alcuni terroristi (probabilmente appartenenti all'ISIS-K) armati con fucili mitragliatori e bombe molotov, irrompono al Crocus City Hall, sparando e uccidendo almeno 140 persone e ferendone 145. L'attacco è stato rivendicato da un ramo dell'ISIS. La Federazione Russa non attribuisce con certezza l'attentato all'ISIS. I sospettati sono stati apparentemente catturati mentre tentavano di raggiungere il confine ucraino.[140]
- 22 marzo 2024, Kandahar, Afghanistan: in esplosione davanti alla banca centrale provoca 21 morti[141].
- 3 aprile 2024, Repubblica Democratica del Congo: in un attacco al confine con l’Uganda sono stati uccisi 10 civili durante il rogo di un villaggio[142].
- 21 aprile 2024, Kabul, Afghanistan: bomba esplode sotto un minibus, 1 morto e 3 feriti[143].
- 19 maggio 2024, Bamiyan, Afghanistan: l’ISIS ha rivendicato l’attacco a colpi di pistola avvenuto ad un bazar turistico in cui hanno perso la vita 6 turisti, tra cui 3 cittadini spagnoli.[144]
- 15 luglio 2024, Mascate, Oman: un gruppo di tre uomini armati ha sparato contro la folla riunita per una festività sciita presso la moschea di Ali Bin Ali Talib, uccidendo 6 persone e ferendone 28. L’ISIS ha rivendicato l’attacco.[145]
- 11 agosto 2024, provincia di Tshopo, parte orientale della Repubblica Democratica del Congo: l’ISIS ha rivendicato un attacco contro una milizia di un villaggio locale, confermando di aver sparato sulla postazione di alcune persone armate uccidendone 5.[146]
- 24 agosto 2024, Solingen, Germania: durante la celebrazione del 650º anniversario della città, un uomo si è scagliato sulla folla con un coltello uccidendo tre persone. L’ISIS ha rivendicato l’attacco.[147]
- 3 settembre 2024, Kabul, Afghanistan: l’ISIS ha rivendicato un attacco kamikaze che ha provocato 6 morti.[148]
- 25 settembre 2024, Qusar, Azerbaigian: un gruppo armato affiliato all’ISIS spara contro un posto di controllo di soldati azeri, uccidendone 8.[149]

## Attentati rivendicati dallo Stato Islamico ma non attribuiti

### 2014
- 15-16 dicembre 2014, Sydney, Australia: un uomo entra in una cioccolateria e prende in ostaggio clienti e dipendenti del locale. Dopo diverse ore di assedio le forze speciali fanno irruzione nel locale, e nella seguente sparatoria rimangono uccisi l'attentatore e due degli ostaggi (uno dei quali colpito dalla polizia) mentre tre ostaggi e un poliziotto rimangono feriti[150]. Due settimane dopo i fatti la rivista dello Stato Islamico Dabiq rivendica l'appartenenza dell'attentatore alla sua organizzazione, ma gli analisti ritengono non credibile questa affermazione[151].

### 2015
- 18 marzo 2015, Tunisi, Tunisia: tre terroristi irrompono nel Museo nazionale del Bardo sparando sui turisti all'interno e all'esterno del museo, uccidendo 22 persone e ferendone 45; due dei tre terroristi vengono uccisi dalla polizia mentre il terzo riesce a scappare. Lo Stato Islamico rivendica l'attentato, ma le autorità tunisine ritengono che l'azione sia stata compiuta da affiliati a un'organizzazione jihadista locale, Okba Ibn Nafaa, affiliata ad Al-Qaida nel Maghreb islamico[152].
- 3 maggio 2015, Dallas, Stati Uniti d'America: due uomini aprono il fuoco con fucili d'assalto a un concorso di vignette su Maometto ferendo un agente di polizia; la sicurezza risponde al fuoco e uccide gli attentatori[153]. Lo Stato Islamico rivendica l'attentato, ma secondo le autorità l'attacco sarebbe stato ispirato ma non diretto dall'organizzazione[154].

### 2016
- 12 giugno 2016, Orlando, Stati Uniti d'America: un uomo compie una sparatoria all'interno del locale Pulse, provocando la morte di 49 persone ed il ferimento di altre 53. Durante la sparatoria, il killer telefona alla polizia e giura fedeltà al capo dell'ISIS Abu Bakr al-Baghdadi, ma secondo la CIA e l'FBI il killer non aveva effettivi legami con l'organizzazione.[155]
- 20 giugno 2016, Kabul, Afghanistan: un attentatore suicida si fa esplodere davanti ad un convoglio di guardie della sicurezza dell'ambasciata canadese uccidendo 16 persone e ferendone 9. Sia lo Stato Islamico che i talebani rivendicano l'azione.
- 1º-2 luglio 2016, Dacca, Bangladesh: cinque uomini armati attaccano un ristorante uccidendo 22 persone prima di essere a loro volta uccisi dalle forze di sicurezza. L'ISIS rivendica la responsabilità dell'attacco, ma il governo del Bangladesh accusa un gruppo jihadista locale, Jamaat-ul-Mujahideen Bangladesh.[156]
- 14 luglio 2016, Nizza, Francia: un uomo, a bordo di un camion, si scaglia contro la folla provocando 86 morti e 303 feriti. Due giorni dopo l'ISIS ne rivendica la responsabilità, affermando che l'attentatore era un suo "soldato", che ha eseguito l'attacco in risposta agli appelli del gruppo di "colpire i cittadini dei Paesi della coalizione che combatte lo Stato Islamico". Tuttavia, non sono ancora emerse prove che l'attentatore abbia ricevuto ordini o addestramento dall'ISIS, e nemmeno che si fosse radicalizzato o fosse stato esposto alla propaganda dell'ISIS.[157]
- 8 agosto 2016, Quetta, Pakistan: un attentatore suicida attacca un ospedale governativo uccidendo più di 70 persone e ferendone più di 130. L'attentato è rivendicato tanto dallo Stato Islamico quanto da Tehrik-i-Taliban Pakistan, gruppo affiliato ai talebani[158].

### 2017
- 8 marzo 2017, Kabul, Afghanistan: un commando armato fa irruzione nell'ospedale militare Sardar Daud Khan della capitale afghana aprendo il fuoco su medici e pazienti, mantenendo il possesso della struttura per sette ore prima di essere sopraffatto dalle forze di sicurezza; i morti sono stimati in più di 100. L'ISIS rivendica l'azione tramite Amaq, ma le autorità locali attribuiscono la responsabilità dell'attacco alla Rete Haqqani, gruppo vicino ai talebani[159].
- 22 marzo 2017, Londra, Regno Unito: un uomo guida un furgone lungo il ponte di Westminster investendo i civili fino a raggiungere la cancellata del Parlamento britannico, dove accoltella un poliziotto prima di essere ucciso da membri della sicurezza; il bilancio è di 6 morti (compreso l'attentatore) e 49 feriti. Il giorno seguente l'ISIS rivendica l'attentato.[160], ma le autorità non trovano prove di una connessione tra l'attentatore e l'organizzazione[161].
- 25 marzo 2017, Sylhet, Bangladesh: nel corso di un'operazione anti-terrorismo condotta in un quartiere della città contro un presunto covo di fondamentalisti islamici, quattro attentatori suicidi si fanno esplodere contro il perimetro allestito dalle forze di sicurezza uccidendo sette persone (un ufficiale dell'esercito, due poliziotti e quattro civili) e ferendone più di 40. Lo Stato Islamico rivendica l'attacco tramite Amaq[162], ma il ministero dell'interno bengalese non conferma la rivendicazione attribuendo l'azione a un gruppo terroristico locale, Jamaat-ul-Mujahideen Bangladesh[163].
- 16 giugno 2017, Gerusalemme, Israele: nella città vecchia, tre uomini armati di coltelli e armi automatiche attaccano un gruppo di poliziotti uccidendone uno. L'attentato viene rivendicato sia dallo Stato Islamico che da Hamas, ma la polizia israeliana sostiene che entrambe le rivendicazioni siano fasulle e che l'attentato sia stato perpetrato da un gruppo locale[164].
- 2 giugno 2017, Manila, Filippine: un uomo armato entra in un resort esplodendo colpi di arma da fuoco e appiccando un incendio. Si contano 38 morti (compreso l'attentatore, suicidatosi) e 70 feriti. L'ISIS rivendica il giorno dopo, ma la polizia filippina esclude il coinvolgimento dell'organizzazione nei fatti[165].
- 15 settembre 2017, Londra, Regno Unito: un ordigno artigianale esplode a bordo di un treno nella metropolitana ferendo 29 persone. L'ISIS rivendica l'attentato[166] ma le autorità locali ritengono che non vi sia stata alcuna connessione tra l'organizzazione e l'attentatore, che si sarebbe radicalizzato da solo[167].
- 1º ottobre 2017, Marsiglia, Francia: un uomo accoltella e uccide due donne prima di essere a sua volta ucciso da militari in pattuglia. L'ISIS rivendica l'attentato, ma le autorità locali non confermano[168].
- 2 ottobre 2017, Las Vegas, Stati Uniti d'America: un uomo apre il fuoco dalle finestre del Mandalay Bay Resort and Casino contro la folla, durante la performance del cantautore americano Jason Aldean nel corso del festival country "Route 91", provocando almeno 59 morti e oltre un centinaio di feriti. Qualche ora dopo l'ISIS rivendica l'attentato tramite Amaq, ma le autorità escludono la presenza di prove che colleghino l'attentatore all'organizzazione[169].

### 2018
- 29 luglio 2018, Distretto di Danghara, Tagikistan: 4 ciclisti occidentali sono stati speronati da un’auto guidata da 5 persone che li hanno poi accoltellati. L’attacco è stato rivendicato dall’ISIS, ma secondo le autorità Tagiche si tratta di un’azione politica di affiliati ad un partito di opposizione (Attacco terroristico del Tagikistan del 29 luglio 2018).
- 23 agosto 2018, Trappes, Francia: un uomo ha assassinato la madre e la sorella in casa per questioni religiose. L’ISIS ha immediatamente rivendicato, ma secondo le Autorità francesi si tratterebbe del gesto di una persona con disturbi mentali rivendicata dallo Stato Islamico per propaganda.[170]
- 22 settembre 2018, Ahvaz, Iran: durante una parata militare, un gruppo di terroristi armati spara sulla folla uccidendo 25 persone dei quali 8 erano membri del pasdaran. L'individuazione del gruppo dei terroristi è stata complicata dal fatto che essi indossavano la stessa divisa militare dei pasdaran che partecipavano alla parata. Lo Stato Islamico rivendica l'attentato tramite Amaq[171][172], ma l'azione è rivendicata anche dalla Resistenza nazionale di Ahvaz, un gruppo anti-governativo espressione della locale minoranza araba[173]. L'Iran accusa Israele e Arabia Saudita di aver supportato i terroristi.

## Attentati non rivendicati ma attribuiti allo Stato Islamico

### 2014
- 24 maggio 2014, Bruxelles, Belgio: un uomo apre il fuoco all'interno del Museo ebraico della capitale belga, uccidendo quattro persone[174]; l'attentatore viene poi catturato il 30 maggio dalla polizia francese a Marsiglia. Non viene emessa una rivendicazione, ma un video mostra l'attentatore, già combattente in Siria per gruppi fondamentalisti, con alle spalle la bandiera dello Stato Islamico[175].
- 20 ottobre 2014, Saint-Jean-sur-Richelieu, Canada: un uomo alla guida di un'autovettura investe deliberatamente un gruppo di soldati nel parcheggio di un centro commerciale, uccidendone uno e ferendone un altro prima di essere ucciso da un poliziotto. Non viene emessa una rivendicazione ufficiale ma le autorità indicano l'attentato come ispirato dallo Stato Islamico[176].
- 20 dicembre 2014, Tours, Francia: un uomo attacca gli agenti di un commissariato di polizia con un coltello, ferendo tre poliziotti prima di essere ucciso. Non viene emessa una formale rivendicazione, ma risulta che l'attentatore avesse espresso sostegno allo Stato Islamico[177].

### 2015
- 14-15 febbraio 2015, Copenaghen, Danimarca: in occasione di un convegno sulla libertà di espressione, un giovane sferra un attentato uccidendo una persona e ferendo tre poliziotti, poi si sposta nei pressi della sinagoga dove ferisce gravemente un ebreo che morirà in seguito. Il terrorista viene ucciso in seguito dalla polizia. Non viene emessa una rivendicazione ufficiale ma risulta che l'attentatore avesse giurato fedeltà all'ISIS[178];
- 5 maggio 2015, Baghdad, Iraq: un’autobomba esplode nel parcheggio di un centro commerciale, provocando 4 morti e 11 feriti. Gli osservatori internazionali collegano l’attacco all’offensiva armata dell’ISIS contro il governo iracheno degli ultimi mesi[179];
- 3 settembre 2015, Sana’a, Yemen: un ordigno viene fatto esplodere in una moschea sciita provocando 32 morti. L’attentato è attribuito all’ISIS ma non rivendicato[180];
- 10 ottobre 2015, Ankara, Turchia: due attentatori suicidi si fanno esplodere durante una marcia della pace organizzata da filo-curdi, uccidendo 109 persone e ferendone più di 500. Non viene emessa alcuna rivendicazione ufficiale, ma le autorità trovano prove di legami tra gli attentatori e lo Stato Islamico.
- 2 dicembre 2015, San Bernardino, Stati Uniti d'America: un uomo e sua moglie compiono una strage a colpi di arma da fuoco all'interno di un centro per disabili causando 14 morti, prima di essere uccisi dalla polizia durante la fuga. Non viene emessa una rivendicazione ufficiale ma il 19 dicembre la rivista dell'ISIS Dabiq parla positivamente dell'accaduto e definisce "martiri" gli attentatori[181]; secondo le autorità, gli attentatori avrebbero giurato fedeltà allo Stato Islamico[182].

### 2016
- 12 gennaio 2016, Istanbul, Turchia: un attentatore suicida si fa esplodere nel cuore della città in una zona turistica, uccidendo 13 persone e ferendone altre 15. Non viene emessa alcuna rivendicazione ufficiale ma le autorità turche accusano l'ISIS dell'attentato.
- 19 marzo 2016, Istanbul, Turchia: un attentatore suicida si fa esplodere nei pressi di piazza Taksim, cuore delle proteste contro il controverso governo turco e luogo di altri recenti attentati ad opera del PKK; l'attentato provoca 5 vittime ed almeno 36 feriti. Non viene emessa alcuna rivendicazione ufficiale ma le autorità turche indicano nell'ISIS il responsabile dell'attacco.
- 8 giugno 2016, Tel-Aviv, Israele: due palestinesi uccidono quattro israeliani in un ristorante prima di essere catturati vivi dalle forze di sicurezza. Secondo lo Shin Bet, gli attentatori erano stati "ispirati dall'ISIS" pur non essendo stati ufficialmente reclutati o addestrati dall'organizzazione.[183]
- 28 giugno 2016, Puchong, Malaysia: due terroristi lanciano una bomba a mano in un bar affollato di persone ferendone otto, fuggono dalla scena ma sono in seguito arrestati dalla polizia. Non viene emessa una rivendicazione ufficiale ma le autorità confermano l'appartenenza dei due attentatori all'ISIS[184].
- 28 giugno 2016, Istanbul, Turchia: un attacco suicida compiuto da tre terroristi colpisce l'aeroporto di Istanbul causando 45 morti e oltre 200 feriti. L'attentato non viene rivendicato, ma le autorità turche accusano l'ISIS[185].
- 20 agosto 2016, Gaziantep, Turchia: un attentatore si fa esplodere durante un matrimonio curdo provocando 57 morti e 66 feriti. Non viene emessa alcuna rivendicazione ufficiale, ma le autorità turche indicano nell'ISIS il responsabile dell'attacco[186].
- 28 agosto 2016, Medan, Indonesia: uomo fa esplodere bomba in una chiesa, 4 feriti. Le Autorità attribuiscono l’attacco all’ISIS ma non ci sono rivendicazioni[187].

### 2017
- 8 marzo 2017, Bhopal, India: un ordigno viene fatto esplodere su un treno in viaggio, provocando 10 feriti. L’attentato è stato attribuito dalle Autorità all’ISIS[188];
- 7 aprile 2017, Stoccolma, Svezia: un uomo investe dei civili con un camion in una strada commerciale della capitale svedese, il bilancio è di 5 morti e 15 feriti. L'attentatore, un richiedente asilo uzbeko, viene catturato dalla polizia. L'ISIS non rivendica ufficialmente l'attacco, ma tanto le autorità svedesi quanto quelle uzbeke ritengono che l'attentatore fosse un membro dell'organizzazione[189];
- 14 luglio 2017, Hurghada, Egitto: un uomo attacca a colpi di coltello alcune turiste su una spiaggia di un resort uccidendone due. Non viene emessa alcuna rivendicazione ufficiale, ma le autorità ritengono che l'attentatore sia stato ispirato all'ISIS[190].
- 1 agosto 2017, Herat, Afghanistan: una bomba esplode in una moschea sciita provocando 17 morti. Le Autorità hanno attribuito l’attacco all’ISIS che non ha rivendicato[191].
- 18 agosto 2017, Turku, Finlandia: in piazza del mercato, un uomo armato di coltello aggredisce i passanti con un bilancio di due morti e otto feriti. L'aggressore è immobilizzato con spari alle gambe ed arrestato[192]. Militanti dello Stato Islamico festeggiano con comunicati su internet[193] ma nessuna rivendicazione ufficiale viene emessa. All'attentatore vengono attribuite simpatie nei confronti dell'ISIS[194].
- 1º ottobre 2017, Edmonton, Canada: usando una combinazione di investimenti con un camion e attacchi con un coltello, un uomo ferisce un poliziotto e quattro passanti prima di essere arrestato. All'interno del camion è stata trovata una bandiera dell'ISIS.
- 24 novembre 2017, Al-Rawda, Egitto: un commando armato attacca una moschea frequentata dalla locale comunità sufi usando una combinazione di autobombe, fuoco di lanciarazzi e armi leggere, prendendo di mira anche i mezzi di soccorso accorsi sul luogo; l'attacco, il più sanguinoso attentato terroristico nella storia dell'Egitto, causa 311 morti e almeno 122 feriti. Non viene emessa alcuna rivendicazione formale, ma secondo le autorità gli assalitori esponevano bandiere dello Stato Islamico durante l'attacco[195].

### 2018
- 23 gennaio 2018, Bengasi, Libia: due autobombe vengono fatte detonare davanti a una moschea, uccidendo 33 persone e ferendone altre 47. Non viene emessa alcuna rivendicazione formale, ma come autori dell'attacco sono indicati i resti di un gruppo affiliato allo Stato Islamico ancora attivi nella regione[196];
- 2 giugno 2018, Al-Qanan, Libia: in esplosione ha generato l’incendio di due auto di cui una della polizia locale ed una con a bordo una famiglia. Nell’incendio è morta una donna e sono rimaste ferite 5 persone, tra cui un poliziotto. Non ci sono state rivendicazioni[197].

### 2019
- 18 marzo 2019, Utrecht, Paesi Bassi: un uomo spara a bordo di un tram, uccidendo 3 persone. Inizialmente le autorità olandesi avevano escluso l’ipotesi di terrorismo ma, dalle indagini effettuate nei giorni successivi, è emerso che l’attentato poteva essere ricondotto al gesto di un cittadino turco che aveva giurato fedeltà all’ISIS. Non ci sono state rivendicazioni ufficiali.[198]

### 2021
- 3 marzo 2021, Vetlanda, Svezia: un uomo che la polizia svedese ha ricondotto ad un lupo solitario affiliato all’ISIS ha accoltellato 7 persone in centro città. Non ci sono state vittime. Non ci sono state rivendicazioni ufficiali.[199]
- 28 marzo 2021, Makassar, Indonesia: attacco kamikaze in una chiesa cattolica provoca 20 feriti. La polizia attribuisce l’attacco all’ISIS[200];

### 2022
- 19 aprile 2022, Kabul, Afghanistan: attacco esplosivo contro una scuola, 4 morti. La polizia attribuisce l’attacco all’ISIS[201];
- 18 giugno 2022, Kabul, Afghanistan: attacco armato contro un tempio sikh provoca 2 morti e 7 feriti. La polizia attribuisce l’attacco all’ISIS[202];
- 17 agosto 2022, Kabul, Afghanistan: esplosione in una moschea provoca 20 morti e 40 feriti. La polizia attribuisce l’attacco all’ISIS[203].

### 2023
- 7 aprile 2023, Nord Kivu, Repubblica Democratica del Congo: attacco armato contro un villaggio uccide 20 persone. Le Autorità attribuiscono l’attentato al gruppo locale affiliato all’ISIS[204].
- 29 settembre 2023, Mastung, Pakistan: un attentatore suicida si è fatto esplodere vicino ad una moschea. Secondo le autorità locali, le vittime accertate sarebbero almeno 52, a cui si aggiungono decine di feriti. Poco dopo altri due terroristi hanno cercato di assaltare una stazione di polizia nella città di Hangu, sempre in Pakistan, 800 chilometri più a nord rispetto al luogo del primo attentato. Gli attentatori sarebbero stati respinti dalle forze dell’ordine ed entrambi si sarebbero fatti esplodere in due momenti diversi: il primo, vicino alla stazione di polizia; il secondo, all’interno di una moschea vicina. I morti sarebbero almeno cinque, più una decina di feriti. Potrebbe trattarsi di un’azione coordinata dell’ISIS.[205]
- 27 dicembre 2023, Uganda occidentale: in un assalto armato contro un villaggio muoiono 3 persone. Le Autorità attribuiscono l’attacco al gruppo locale affiliato all’ISIS[206].

### 2024
- 23 giugno 2024, Daghestan, Russia: attacchi coordinati avvenuti in tre città del Daghestan. Il primo è avvenuto a Derbent, dove un gruppo di uomini armati ha sparato in una sinagoga e in una chiesa ortodossa, provocando incendi in entrambi gli edifici. Nella chiesa c'erano alcuni fedeli, si celebrava la Pentecoste ortodossa. La sinagoga era vuota. Quasi contemporaneamente è stata attaccata una postazione della polizia stradale a Makhachkala. Un terzo attacco ha colpito un'auto dalla polizia a Sergokala. Il bilancio delle vittime è di 19 uccisi, oltre a 6 terroristi. L’attacco non è stato rivendicato dall’ISIS che ha però esultato per l’attentato definito comunque di matrice islamista. Anche se le Autorità russe non hanno attribuito la responsabilità all’ISIS, i principali osservatori internazionali attribuiscono l’attentato allo Stato Islamico.[207]
- 28 giugno 2024, Belgrado, Serbia: un uomo ha sparato con una balestra contro un poliziotto fuori dall’ambasciata israeliana, ferendolo, prima di essere neutralizzato. Pur in assenza di rivendicazioni, le autorità serbe e i commentatori internazionali hanno collegato l’attacco ai gruppi serbi legati all’ISIS.[208]

### 2025
- 1 gennaio 2025, New Orleans, Stati Uniti d’America: alle ore 3.15, durante i festeggiamenti per Capodanno, un furgone si lancia sulla folla che camminava su Bourbon Street, causando 15 morti e 30 feriti. L’attentatore è stato ucciso in un successivo conflitto a fuoco con la polizia. Si tratta di un cittadino americano, veterano dell’Afghanistan e convertito all’Islam in giovane età. Sul furgone è stata trovata una bandiera dell’ISIS. Lo Stato Islamico non ha rivendicato l’attentato ma ha espresso apprezzamenti per il gesto[209]